# النعمان بن امرئ القيس
	النعمان الأول بن امرؤ القيس بن عمرو الثاني بن امرؤ القيس (نحو 350م - 428م): سابع ملوك تنوخ في الحيرة. تولى الحكم بعد والده الملك امرؤ القيس بن عمرو الثاني ما بين العام (399م - 428م). عرف النعمان الأول باسم النعمان السائح؛ لأنه ترك ملكه في أواخر أيام حكمه ولبس المسوح وخرج مستخفياً هارباً لا يعلم به، قال هشام الكلبي:«ملك النعمان إلى أن ترك ملكه وساح في الأرض تسعا وعشرين سنة وأربعة أشهر». وتصف المصادر التاريخية الفارسية واليونانية والعربية النعمان الأول بأنه حاكما قوياً ورجلاً قاسياً حازماً، وكذلك محارب ممتاز عرف كيفية اختراق ممتلكات العدو. اعترف النعمان تقليديًا بالقوة العليا لحكام الدولة الساسانية على نفسه، وكان تابعًا مخلصًا لهم حتى نهاية حياته.
قامت بينه وبين عرب الشام غزوات وحروب كان يستعمل فيها كتيبتيه؛ الدوسر وأهلُها من تنوخ، والشهباء وأهلُها من الفرس، وقد اشتهرت كتيبة الدوسر بشدة بطشها حتى ضرب بها المثل فقيل (أبطش من دوسر). وإلى النعمان ينسب بناء قصر الخورنق، بناه المهندس البيزنطي سنمار قصر الخورنق، وهو مبنى جميل محاط بحديقة رائعة. ثم بناء قصر آخر، قصر السدير بالقرب من الحيرة كمقر إقامة ريفي لملوك الحيرة. كلا المبنيين ولفترة طويلة لاحقًا اعتبرهما العرب مساويين لعجائب الدنيا السبع. وفي قصر الخورنق، قضى بهرام جور أحد أبناء الشاه يزدجرد الأول، طفولته، التي كلف والده تربيته للملك النعمان الأول. وربما كان ابن النعمان الأول، المنذر الأول هو الحاضن والمرشد المباشر لشاه المستقبل.
ذكرت المصادر التاريخية اليونانية والعربية أن النعمان كنت متعاطفة مع المسيحيين، كتب ثيودوريطس أن في بداية القرن الخامس اعتنق العديد من العرب المسيحية، تاركين معتقداتهم الوثنية السابقة. في حياة سمعان العمودي التي كُتبت عام 473م، تُروى قصة عن إيمان النعمان بالمسيح. ومعلوم أنه كانت هناك عدة كنائس مسيحية في الحيرة في زمن النعمان الأول ، شيدت إحداها لاحقاً بأمر من زوجة الملك الأسود بن المنذر الملكة هند بنت عمرو بن حجر. أفادت الأساطير اللاحقة أن النعمان زار شخصياً سمعان العمودي.